# Olpium fuscimanum
Olpium fuscimanum es una especie de arácnido del orden Pseudoscorpionida de la familia Olpiidae.

## Distribución geográfica
Se encuentra en Tanzania y Somalia.